# Беноцо (Падова)
Беноцо је насеље у Италији у округу Падова, региону Венето.
Према процени из 2011. у насељу је живело 75 становника. Насеље се налази на надморској висини од 26 м.